# Szfinx (Bucsecs-hegység)
A Szfinx (románul Sfinxul din Bucegi) Romániában, Dâmbovița megyében, Moroeni község közigazgatási területén, a Bucsecs-hegységben, a Bucsecs-fennsíkon, 2216 m-es tengerszint feletti magasságban található antropomorf sziklaalakzat. Nevét az emberi fejhez, pontosabban az  egyiptomi nagy szfinxhez való hasonlóságának köszönheti. A Szfinx Románia egyik leghíresebb látnivalójának és jelképének számít.

## Jellemzői
A Bucsecs-hegység a Déli-Kárpátok többségével ellentétben nem kemény kristályos kőzetekből, hanem a jóval puhább üledékes kőzetekből, valamint flisből, konglomerátumból és homokkőből épül fel. A fennsíkon igen zord az időjárás: 200 napig tart a hó és 220 napig fagypont alatti a hőmérséklet, emellett rendkívül szeles a környék. A szélerózió és az aprózódás együttese látványos sziklaalakzatokat hozott létre, ezek egyike a 8 méter magas és 12 méter széles Szfinx. Habár többször felmerült a mesterséges eredet, ez nem valószínű, mivel jellegzetes emberi archoz hasonlító alakját csak egy irányból mutatja.

## Turizmus
A legegyszerűbb megközelítés a Bușteni–Babele drótkötélpályás felvonóval lehetséges, amelynek hossza 4350 m, áthidalt szintkülönbsége 1235 m, és körülbelül 15 perc alatt ér fel a hegyre. A felvonó kabinjainak befogadóképessége 25 fő. A Babele menedékház a környék leghíresebb menedékháza, amely 108 férőhellyel rendelkezik. Bușteni felől a Szfinx felé vezető bekötőút nagyon könnyen járható, mert az Urlătoarea Mică és az Urlǎtoarea Mare völgyekben egészen Jepiig egy kék háromszöggel jelölt turistaút vezet. Ezen útvonal használata csak nyáron ajánlott, mivel a területen télen gyakoriak a lavinák. Ennek ellenére a legtöbb hegyvidéki turisztikai régióhoz képest, amelyek nehezen elérhetőek, a bucsecsi Szfinx esetében viszonylag egyszerű megközelítésről beszélhetünk, mivel a Bucsecs-fennsík az ország egyik leglátogatottabb hegyvidéki területének számít.

## Kulturális hatása
A Szfinx az egyik leghíresebb román filmben, az 1967-es Dacii című alkotásban jelenik meg, melyben azt a helyszínt alakítja, ahol Cotisót, Decebal dák király (Kr. u. 87–106) fiát feláldozzák. Ezt a rituális halált Hérodotosznak a géta vallásról szóló információi ihlették, amely szertartásának során egy fiatalt Szamolxiszhoz küldve követségbe 3 dárdával megöltek; a történészek nem tudják, hogy ezt az áldozatot Decebal idején is alkalmazták-e. Az 1971-es Haiducii lui Șaptecai című filmben Anghel Șaptecai törvényen kívüli rablóvezért Arnaut Mamulos kapitány elkapja és az ország határáig viszi, a Babele és a Szfinx mellé. Megölése helyett Mamulos a rablót Erdélybe küldi, azzal fenyegetve, hogy megöli az összes betyárt, ha Anghel valaha visszatérne az országba. A helyszín a Netflix Flavours of Romania című dokumentumfilmjében is feltűnik.
A sziklaalakzat látható az egyik legnépszerűbb román sörmárka, a Bucegi logójában.

A bucsecsi Szfinx környezetének panorámaképe

## Galéria

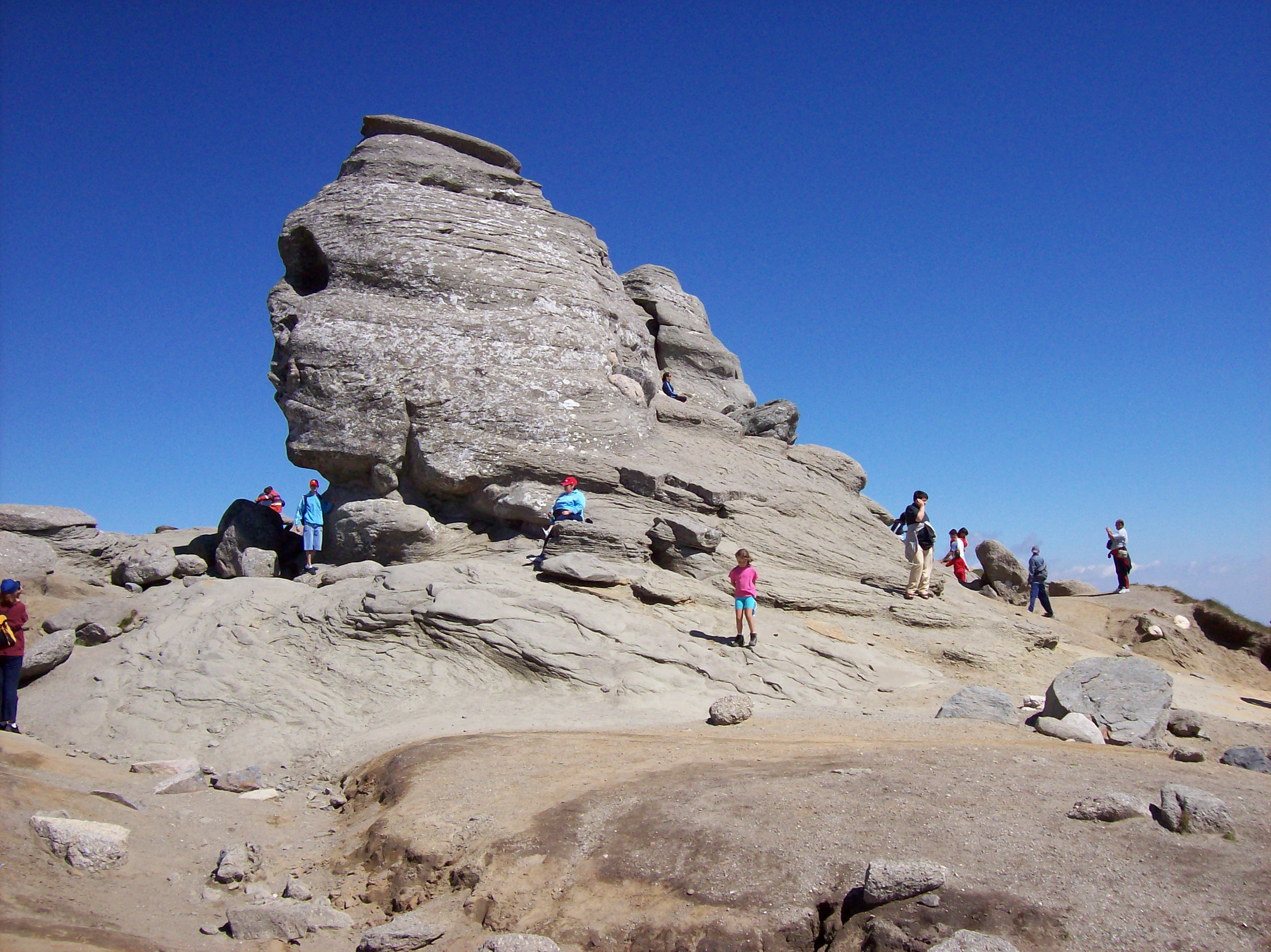
A turisták jól szemléltetik a szikla méretét
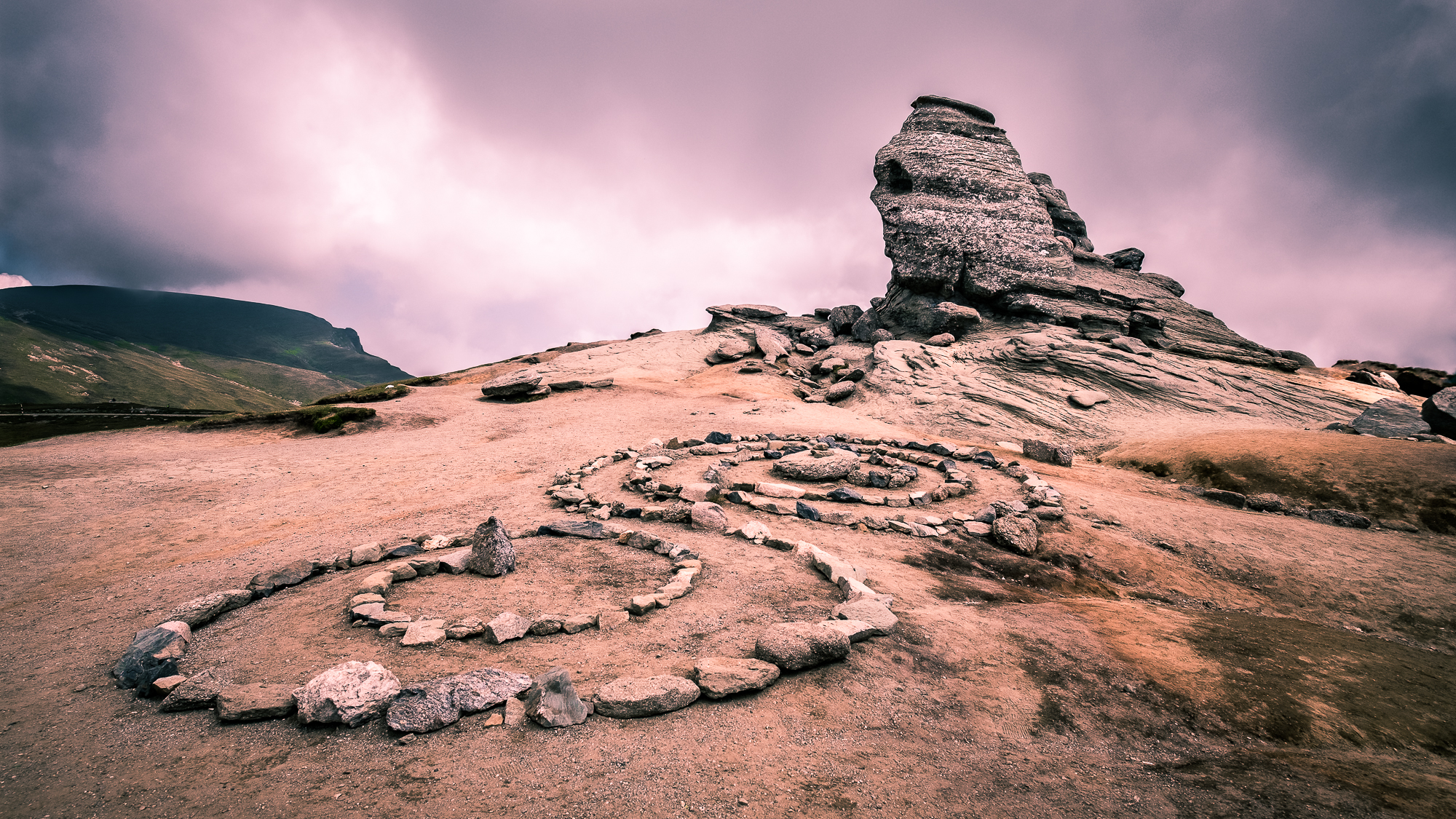
2017-ben
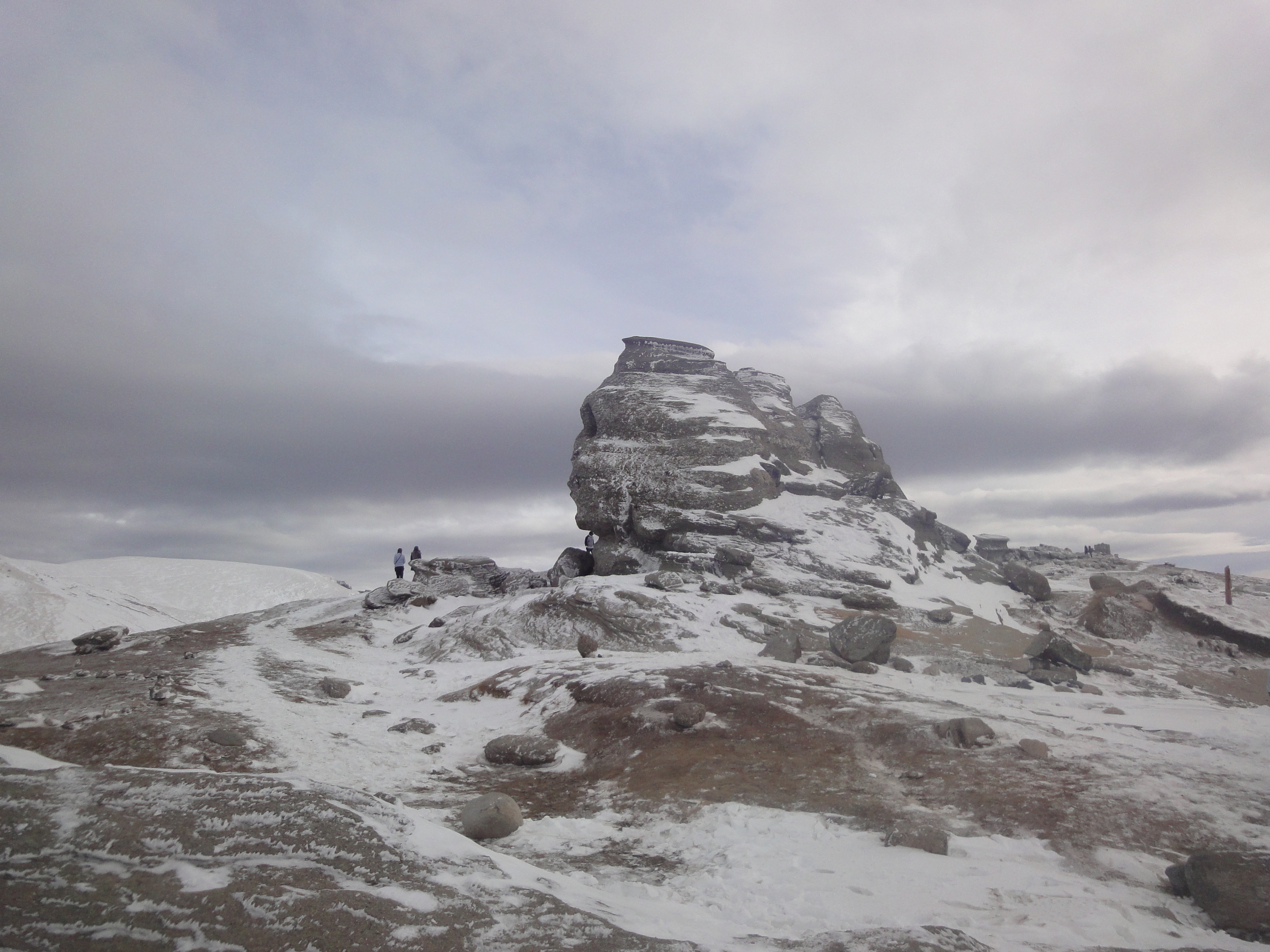
A hólepte sziklák
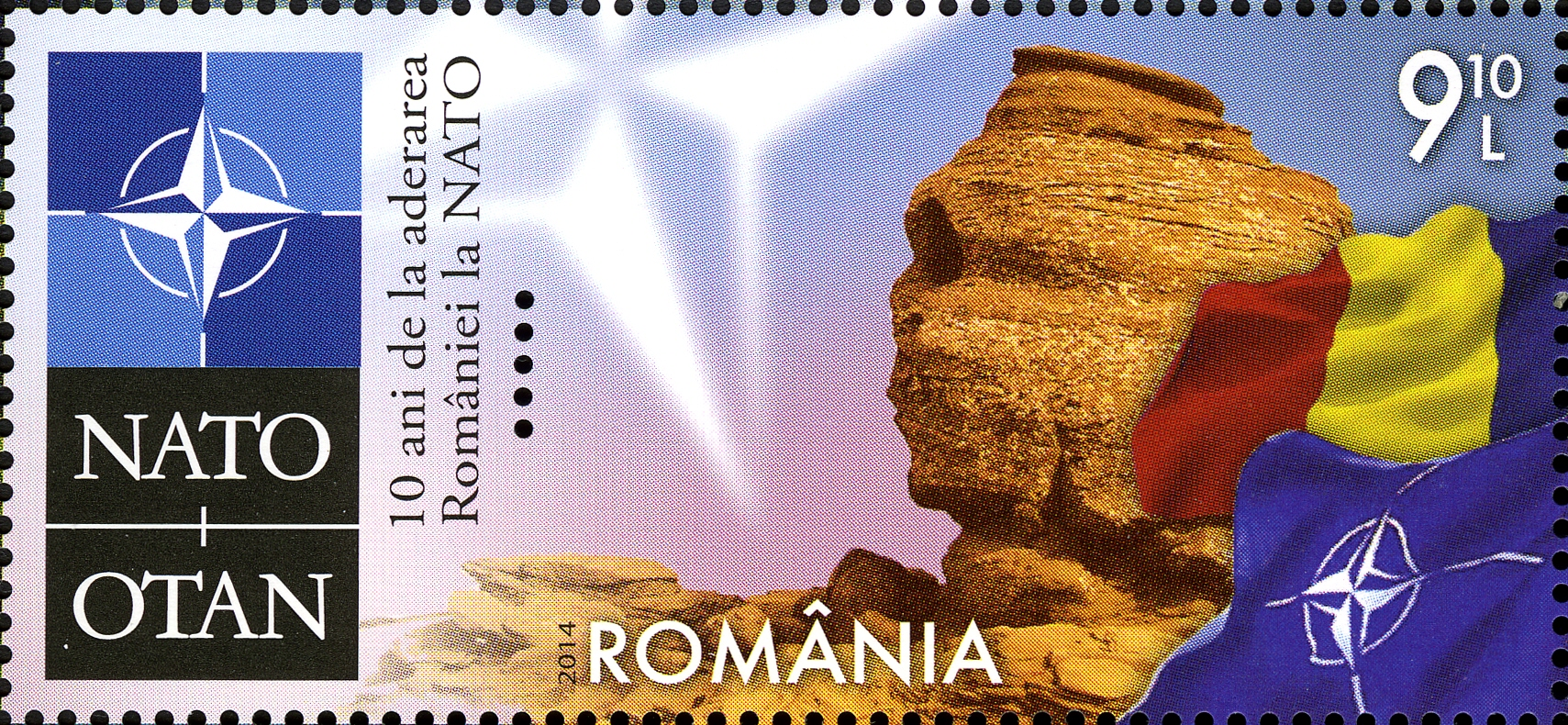
A román NATO-csatlakozás 10. évfordulós emlékbélyegén
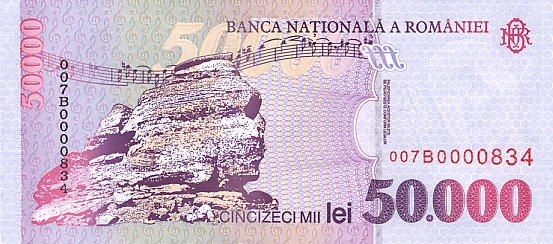
A 2000-ben kiadott 50 000 lej címletű bankjegy hátoldalán

## Fordítás
Ez a szócikk részben vagy egészben  a   Sfinxul din Bucegi című román Wikipédia-szócikk ezen változatának fordításán alapul.  Az eredeti cikk szerkesztőit annak laptörténete sorolja fel. Ez a jelzés csupán a megfogalmazás eredetét és a szerzői jogokat jelzi, nem szolgál a cikkben szereplő információk forrásmegjelöléseként.